# Harold Preciado
Harold Fabián Preciado Villarreal (ur. 1 czerwca 1994 w Tumaco) – kolumbijski piłkarz występujący na pozycji napastnika, reprezentant Kolumbii.